# Hans Sommer (Wasserbauer)
Hans Sommer (* im 16. Jahrhundert; † im 16. oder 17. Jahrhundert) war ein deutscher Wasserbauer aus Kempten, der sich auf Wasserhebewerke spezialisierte.

## Die Homburger Wasserkunst

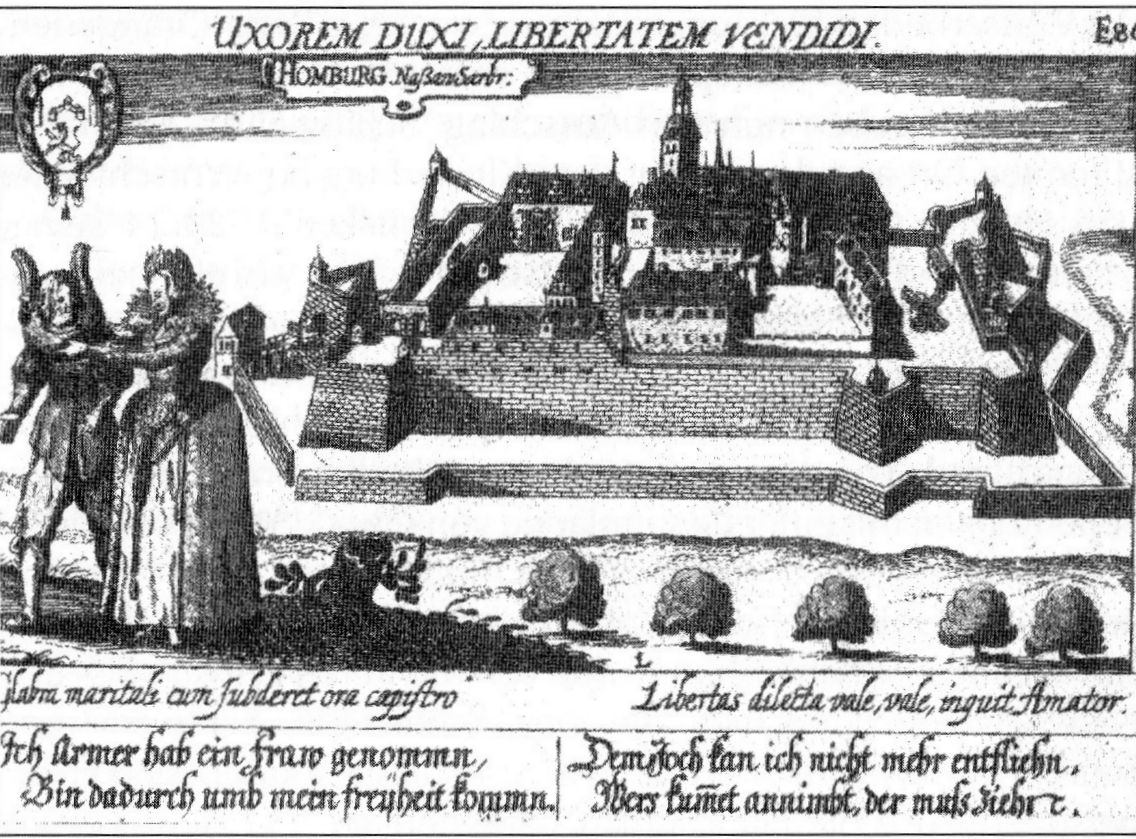
Homburg, Darstellung aus dem 17. Jahrhundert

1571 erhielt er von Graf Johann IV. von Nassau-Saarbrücken, der 1544 die Homburg auf dem Schlossberg übernommen hatte, den Auftrag, eine „Wasserkunst“ zu konstruieren, mit deren Hilfe das Wasser von einem Brunnen im Erbachtal in die Burg befördert werden sollte. Der Höhenunterschied betrug etwa 100 Meter. Sommer konstruierte und verfertigte die technischen Anlagen mit Ausnahme der Bleileitungen, die in Homburg gegossen wurden, wohl in seiner eigenen Werkstatt und beförderte sie dann bis Straßburg, wo der Graf sie abholen ließ. Über eine Kurbelwelle wurden zwei Kolbenstangen angetrieben, die das Wasser in ein Saugrohr zogen. Von dort wurde es in einen Zylinder und schließlich in ein Druckrohr geleitet. Sommers Wasserkunst war im Frühjahr 1575 vollendet; sein Auftraggeber verstarb schon vorher.  Die Anlage war vermutlich bis zu ihrer Zerstörung im Zuge der Französischen Revolution in Betrieb und ersparte den Burgbewohnern die Benutzung von Zisternen oder den unerquicklichen Wassertransport mit Eseln, den man vor der Einrichtung des Hebewerks durchgeführt hatte.

## Die Rothenburger Wasserkunst
Im Jahr 1593 wurde Hans Sommer zusammen mit seinem Sohn beauftragt, an der Bronnenmühle die „Rothenburger Neue Wasserkunst“ zu konstruieren. Die Bronnenmühle ist heute ein denkmalgeschütztes Mühlenensemble, das aus einem Wasserhebewerk, einer Getreide- und einer Sägemühle besteht und mittlerweile gastronomisch genutzt wird, war aber zu Sommers Zeit erst im Aufbau. Die Mühle selbst wurde von 1595 bis 1600 gebaut; Hans Sommer und sein Sohn bauten das Wasserhebewerk, das von einem 8 Meter großen Mühlrad angetrieben wurde, in den Jahren 1593 bis 1595. Mittels vierer Pumpzylinder wurde das Quellwasser aus dem Taubergrund durch eine Bleileitung in den Hochbehälter im Klingenturm gedrückt. Es legte dabei eine Strecke von etwa 350 Metern und einen Höhenunterschied von 80 Metern zurück. Vom Hochbehälter aus wurden acht städtische Brunnen Rothenburgs über ein zweisträngiges Leitungssystem mit Wasser versorgt. Die „Rothenburger Neue Wasserkunst“ dürfte mit ihrer Förderhöhe zu ihrer Zeit im süddeutschen Raum einmalig gewesen sein. Ihre Pumpen arbeiteten bis 1853, dann wurden sie durch eine Turbine ersetzt, die heute wiederum eine der ältesten in Franken sein dürfte. Etwa um 1950 wurde der Pumpbetrieb in der Bronnenmühle beendet und die Versorgung der Rothenburger Brunnen auf Fernwasser umgestellt.